# Jhennifer Conceição
Jhennifer Alves da Conceição (Nova Friburgo, 13 de junho de 1997) é uma nadadora brasileira, especialista em nado peito. Finalista dos 50m peito no Mundial de 2022.

## Trajetória esportiva

### 2015-2016
No Campeonato Sul-Americano Juvenil de Natação de 2015, realizado em Lima, no Peru, Jhennifer ganhou duas medalhas de ouro: nos 100 metros peito e no revezamento 4x50 metros medley.
Nos Jogos Pan-Americanos de 2015 em Toronto, no Canadá, ganhou medalha de bronze na prova dos 4x100 metros medley, junto com Etiene Medeiros, Daynara de Paula e Larissa Oliveira. Jhennifer também participou da prova dos 100 metros peito, onde se classificou em quinto lugar nas eliminatórias, mas na final sofreu uma desqualificação devido a um movimento irregular.
No Campeonato Mundial de Esportes Aquáticos de 2015 em Cazã, na Rússia, terminou em 14º lugar nos 4x100 metros medley, 21º nos 50 metros peito e 36º nos 100 metros peito.

### Jogos Olímpicos de 2016
Nos Jogos Olímpicos de Verão de 2016, ela competiu no revezamento 4 × 100 metros medley feminino, terminando em 13º.

### 2016-2020
Em 15 de setembro de 2016, no Troféu José Finkel (piscina curta), ela quebrou o recorde sul-americano dos 50 metros peito, com o tempo de 30s31.
Em 4 de maio de 2017, no Troféu Maria Lenk, realizado no Rio de Janeiro, ela quebrou o recorde sul-americano dos 50 metros peito, com o tempo de 30s63.
Em 7 de dezembro de 2017, no torneio Open realizado no Rio de Janeiro, ela quebrou o recorde sul-americano nos 50 metros peito, com o tempo de 30s51.
Em agosto de 2018, no Troféu José Finkel (pisicna curta), ela bateu o recorde sul-americano nos 50 metros peito, com o tempo de 30,00, e nos 100 metros peito, com o tempo de 1m05s69.
Em abril de 2019, no Troféu Brasil 2019, ela quebrou duas vezes o recorde sul-americano nos 50 metros peito: 30s50 nas eliminatórias e 30s47 na final.
Em 21 de junho de 2019, no Sette Coli de 2019, em Roma, ela quebrou o recorde sul-americano nos 100 metros peito, com o tempo de 1m07s64.
Nos Jogos Pan-Americanos de 2019, realizados em Lima, Peru, ela ganhou uma medalha de ouro no revezamento 4 × 100 metros medley misto (ao participar de eliminatórias) e uma medalha de bronze no revezamento 4 × 100 metros medley feminino. Ela também terminou em 5º nos 100 metros peito feminino.
Em 16 de novembro de 2020, na Liga Internacional de Natação de 2020, ela quebrou o recorde sul-americano nos 50 metros peito (piscina curta), com o tempo de 29s91.

### 2021-2024
Em 26 de junho de 2021, no Troféu Sette Colli, ela quebrou o recorde sul-americano nos 50 metros peito, com o tempo de 30s40.
No Campeonato Mundial de Natação em Piscina Curta de 2021 em Abu Dhabi, Emirados Árabes Unidos, ela terminou em 9º lugar nos 50 metros peito feminino.
No Campeonato Mundial de Esportes Aquáticos de 2022, realizado em Budapeste, ela se classificou para a final dos 50 metros peito feminino com o tempo de 30s28, novo recorde sul-americano. Ela terminou em 8º na final, sendo a primeira vez que uma mulher sul-americana chegou à final desta prova em Campeonatos Mundiais.